# Изгубеният символ
„Изгубеният символ“ (на английски: The Lost Symbol) е заглавието на роман на Дан Браун, в който за трети път главен герой е Робърт Лангдън. Книгата излиза на световния пазар на 15 септември 2009 г., а в България – в края на ноември 2009 г.
В книгата особено участие има обществото на масоните, което продължава традицията на писателя да вмъква религиозен елемент.